# Internationales Jazzfestival Münster

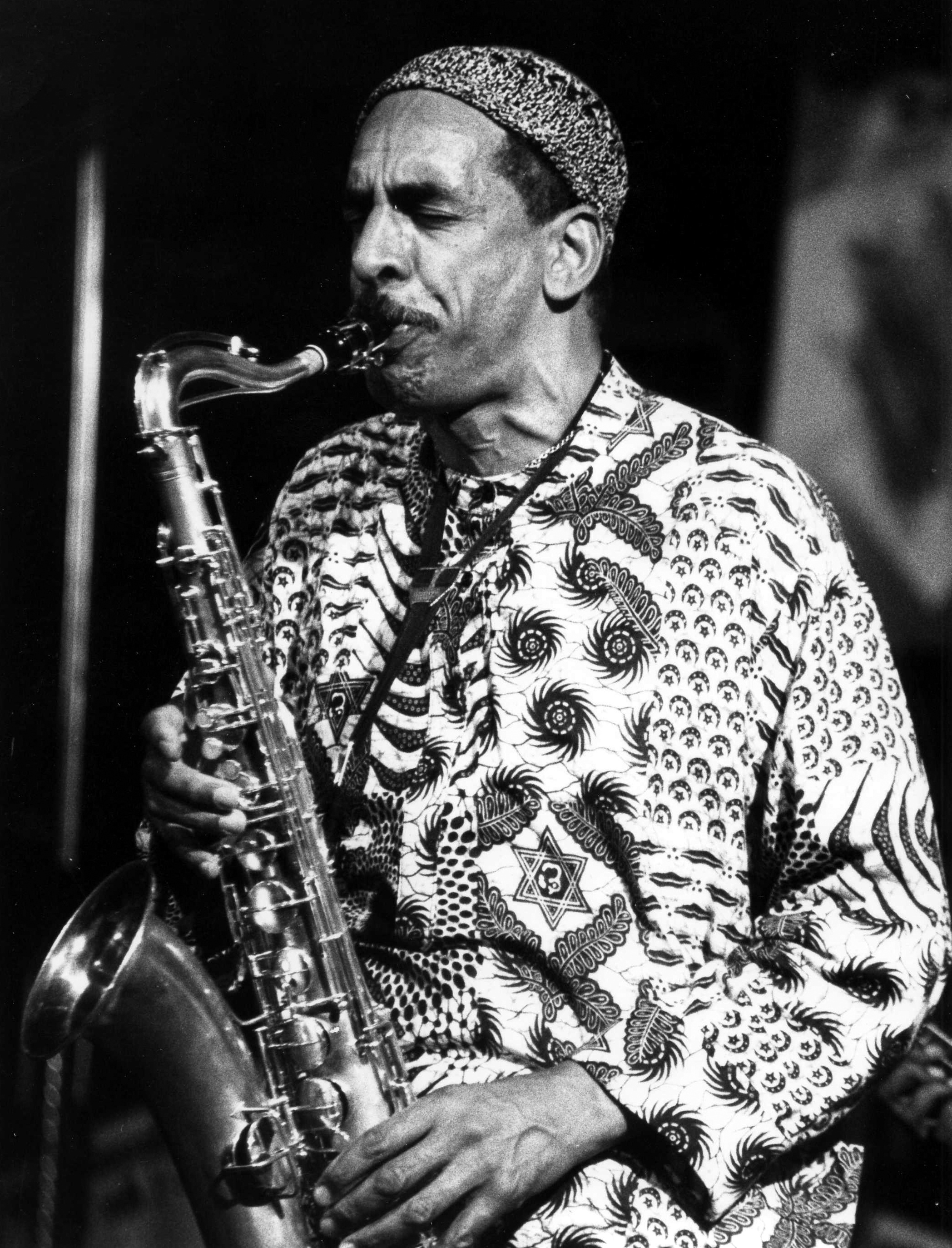
John Tchicai (1987)

Das Internationale Jazzfestival Münster ist ein Jazz-Festival, das jährlich am ersten Januar-Wochenende in Münster stattfindet. Veranstalter ist das Kulturamt der Stadt. Schwerpunkt des Festivals ist zeitgenössischer europäischer Jazz. Es „ist nicht nur bekannt für seine auf Qualität und Kontraste wert legende Programmphilosophie, sondern auch für die Praxis, neue Formationen und Projekte erstmals einem Publikum vorzustellen.“
Die Konzerte finden im Theater Münster statt. Langjähriger künstlerischer Leiter ist Fritz Schmücker.

## Geschichte
Ursprünglich wurde es vom AStA der Universität Münster im Herbst 1978 gegründet und fand unter der Leitung von Frank Schraven erstmals im Sommer 1979 in der Konzertmuschel im Schlossgarten statt. Im darauffolgenden Jahr wurde das Festival auf die Wiesen am Aasee verlegt, weil der Schlossgarten nicht erneut zur Verfügung stand. Diese Verlegung war mit logistischen Schwierigkeiten verbunden, führte zu einem wirtschaftlichen Misserfolg, war jedoch zugleich die erste Ausgabe des Festivals, das vom WDR mitgeschnitten und übertragen wurde. Seither ist der WDR ein Partner des Festivals. Im Sommer 1981 wurde es vor 5500 Zuschauern im Preußenstadion veranstaltet, führte jedoch erneut zu einem fünfstelligen Defizit. 1982 fand das Festival in deutlich kleinerem Rahmen statt und wurde vom Jazzclub Münster in die Jovel Music Hall mit damaligem Standort an der Weseler Straße verlegt, so dass es erstmals nicht unter freiem Himmel stattfand. Ein neues Konzept fand im Jahr 1984 Anwendung, als in Münster über einen Zeitraum von einer Woche Jazzkonzerte an wechselnden Orten gab. Aufgrund der knappen finanziellen Mittel wurden keine Stars verpflichtet, woraufhin die Zuschauerzahlen zurückgingen und infolgedessen der Jazzclub Konkurs anmelden musste. Im Jahr 1985 wurde das Festival erneut im Preußenstadion veranstaltet, was mit musikalischem Erfolg verbunden war. Aufgrund eines Betrugs durch ein Management des Festivals waren die finanziellen Mittel jedoch nahezu aufgebraucht.
Das bundesweite Medienecho als Resonanz auf das Festival im Jahr 1985 führte dazu, dass ab 1986 die Stadt Münster die Leitung als Veranstalter mit finanzieller Beteiligung und Risikoabsicherung übernahm. Zwischen 1986 und 1994 fand das Festival achtmal in der Halle Münsterland statt, wo es an drei Tagen im Juni/Juli veranstaltet wurde, dabei u. a. Ornette Coleman, Don Cherry, John McLaughlin, Carla Bley, Charlie Haden sowie Chick Corea zu sehen waren und bis zu 2500 Zuschauer pro Veranstaltungstag anzogen. Nach dem Festival im Jahr 1994 war die Finanzierung erneut gefährdet, woraufhin die Betreiber der Halle Münsterland eine kommerziellere Ausrichtung des Festivals forderten, was die damaligen Leiter Fritz Schmücker und Hartmut Schmitz jedoch ablehnten, so dass es seit „1994 nicht mehr ins »neue«, kommerziellere Konzept der Halle Münsterland“ passte. Seit 1997, „nach einer schöpferischen Zwangs-Pause“, ist das städtische Theater der Austragungsort, das Kulturamt der Stadt Münster ist seitdem der alleinige Veranstalter des Festivals.
Im gleichen Jahr wurde von einem jährlich stattfindenden Festival auf ein alle zwei Jahre stattfindendes Festival umgestellt, wobei das Festival aus dem Sommer in den im Jazz veranstaltungsarmen Monat Januar verlegt wurde. Seit 2004 gab es den Konzertabend "Jazz InBetween", bei dem an einem Tag drei verschiedene Acts den Jazz auch in den Jahren zwischen den großen Festivals nach Münster brachten. Ab 2020 wurden beide Veranstaltungen in ihrem Programm und dem künstlerischen Anspruch zusammengeführt. Seitdem findet das Festival in einem jährlichen Wechsel zwischen der "Shortcut"-Ausgabe des Internationalen Jazzfestivals mit der dreitägigen Ausgabe statt.
Seit 1999 ist Fritz Schmücker alleiniger künstlerischer Leiter des Festivalprogramms. Das Festival ist seit Ausrichtung im städtischen Theater immer ausverkauft gewesen, zumeist bereits im Vorverkauf.
In den Jahren 2021 und 2022 konnte das Festival aufgrund der Corona-Pandemie nicht stattfinden. Die Acts, die bereits für das kleine Festival "Shortcut" 2022 eingeladen worden waren, wurden für das 28. Internationale Jazzfestival Münster 2023 wieder eingeladen.

## Auftretende Musiker:innen (letzte Jahre)
2011 traten auf Christian Muthspiel, Joachim Kühn, Gianluca Petrella, Sidsel Endresen, Céline Bonacina, Omri Ziegele, Per Zanussi, Bobby Previte, Claudio Puntin mit dem Trio Dolce Vita.
Vom 4. bis 6. Januar 2013 beim 24. Festival präsentierten sich unter anderem Enrico Rava, Julia Hülsmann, Mattia Cigalini, Frederik Köster, Klaus Paier, Edmar Castañeda.
Vom 9. bis 11. Januar 2015 fand das 25. Internationale Jazzfestival Münster statt. 100 Musiker traten in 17 Konzerten auf. Im 36. Jahr seit der Gründung erweist der künstlerische Leiter Fritz Schmücker der Erstausgabe 1979 seine Reverenz: Mit Jasper van’t Hof steht ein Musiker des ersten Festivals mit einer Premiere im Programm. Gut die Hälfte aller Konzerte im Theater Münster mit Musikerinnen und Musikern aus 15 Ländern stellten Premieren in Deutschland dar, etwa Louis Moholo mit Pino Minafras MinAfric Orchestra.
Beim 26. Münster-Festival kamen die auftretenden Musiker und Gruppen aus 13 Ländern: Finnland, Frankreich, Deutschland, Israel, Italien, Marokko, den Niederlanden, Portugal, Slowenien, Spanien, Schweiz, UK und USA. Es gastierten u. a. das Silke Eberhard Trio, das Eva Klesse Quartett, das Quartett Alexander Hawkins, Elaine Mitchener, Neil Charles & Steve Davis, das Duo David Peña Dorantes & Renaud Garcia-Fons, die britische Band Empirical, das Allison Miller Sextet, Brotherhood Heritage, das Trio Kaja Draksler, Petter Eldh & Christian Lillinger, das Trio Lucia Cadotsch, Petter Eldh & Otis Sandsjö, sowie das Quartett Andreas Schaerer, Luciano Biondini, Kalle Kalima, Lucas Niggli.
Nach zwei Jahren pandemiebedingter Pause brachte das 28. Internationale Jazzfestival Münster wieder eine Vielzahl an Musikerinnen und Musikern zusammen: 17 Konzerte mit etwa 80 Musikerinnen und Musikern aus 16 Ländern, darunter allein sechs Deutschland-Premieren und eine Uraufführung standen auf dem Programm.
Neben den zuvor genannten Künstlerinnen und Künstlern sind in Münster auch Musiker wie Elin Larsson, Keith Tippett, Marius Neset, Chet Baker, James Blood Ulmer, Michel Petrucciani und Jacky Terrasson aufgetreten. Auf dem Festival spielen auch regelmäßig die Preisträger:innen des Westfalen-Jazz Preises, der dort seit 1994 auch verliehen wird.

## Diskographie
Mitschnitte einiger Konzerte des Festivals sind auf Tonträgern erschienen:
- Chet Baker Strollin’ (1985, Enja)
- Lajos Dudas/Tommy Vig Mistral (Live at the Jazzfestival Münster) (1987, Konnex)
- Verschiedene Musiker Internationales Jazzfestival Muenster (mit Aki Takase & Alexander von Schlippenbach; Günther Klatt; Albert Mangelsdorff & John Scofield; Marty Cook Group feat. Jim Pepper; TUTU, 1988)
- Jim Pepper Remembrance (1990, Tutu)
- Enver Izmailov At a Ferghana Bazaar (1991, Tutu)
- Steve Lantner Quartet Given: Live in Münster (2007, Hatology)